# Exposition coloniale de Strasbourg
L'exposition coloniale de Strasbourg, en forme longue exposition coloniale, agricole et industrielle de Strasbourg, est une exposition coloniale qui se tient de juillet à octobre 1924 à Strasbourg, en France.

## Histoire
L'exposition se tient du 6 juillet au 19 octobre 1924 au Wacken à Strasbourg.
Elle est inaugurée par Édouard Daladier, alors ministre des Colonies,.
Elle rassemble 2 000 exposants et attire un million de visiteurs.